# Panicum infestum
Panicum infestum är en gräsart som beskrevs av Nils Johan Andersson. Panicum infestum ingår i släktet vipphirser, och familjen gräs. Inga underarter finns listade i Catalogue of Life.